# Opisthokonta
Opisthokonta er en stor gruppe af heterotrofe eukaryote organismer, som – foruden flere små encellede grupper – omfatter to af de mest succesrige, flercellede organismegrupper, dyr og svampe.
Det nære slægtskabsbånd mellem dyr og svampe blev opdaget i 1997 på grundlag af RNA-baserede slægtskabsanalyser.
Efterfølgende har man også fundet mange ikkegenetiske fællestræk (homologier) for Opisthokontas delgrupper.
Blandt disse er:
- evne til at fremstille biopolymeren kitin;
- cellerne bevæger sig ved hjælp af én bagudrettet flagella (hos svampe bevaret i piskesvampene, hos dyr bevaret f.eks. i sædcellen);
- brug af glykogen (og ikke stivelse) som energilagring;
- forekomsten af proteinet kollagen.

Opisthokontas stamfader var encellet og levede for cirka 1,5 milliarder år siden.